# Skrýšov (Pelhřimov)
Skrýšov (německy Skrejschow, Krissow (1398)) je malá vesnice, část Pelhřimova. Nachází se 2,5 km na jihovýchod od Pelhřimova. V roce 2009 zde bylo evidováno 72 adres. V roce 2001 zde trvale žilo 134 obyvatel.
Skrýšov leží v katastrálním území Skrýšov u Pelhřimova o rozloze 3,33 km2.

## Obecní správa
V letech 1869–1900 k obci patřil Putimov.

## Osobnosti
- Otomar Krejča (1921–2009), herec a režisér

## Další fotografie

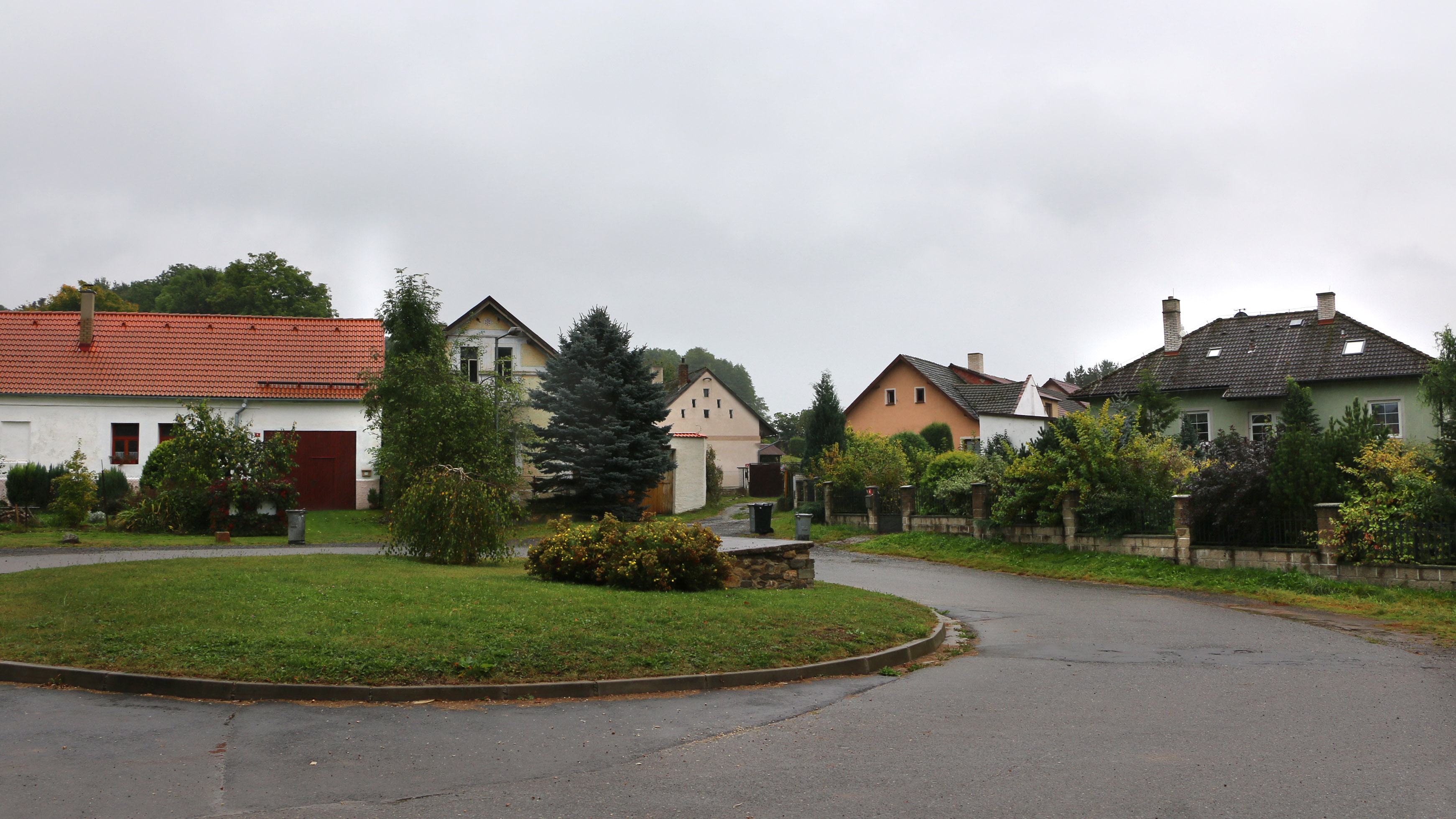
Náves
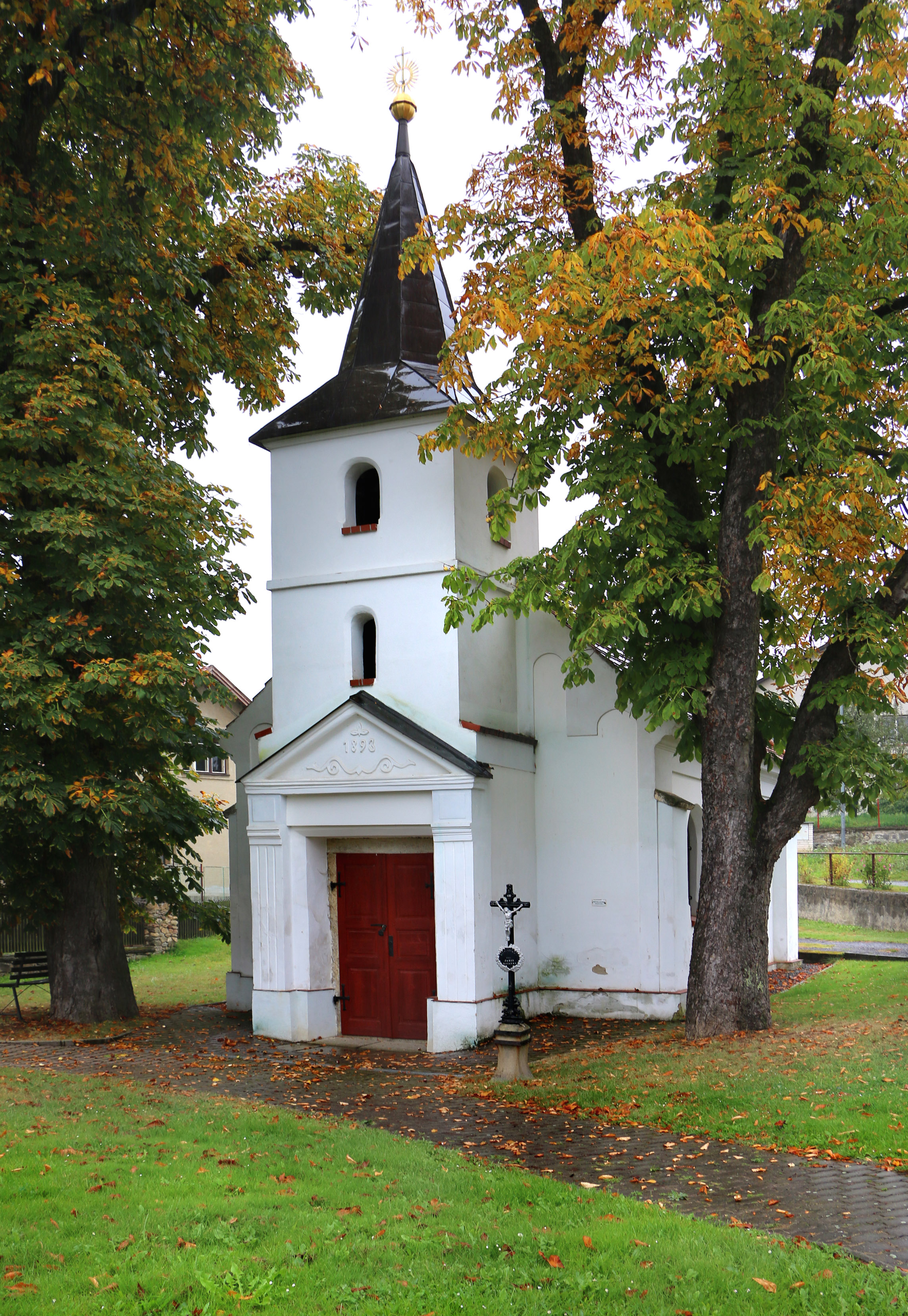
Kaple
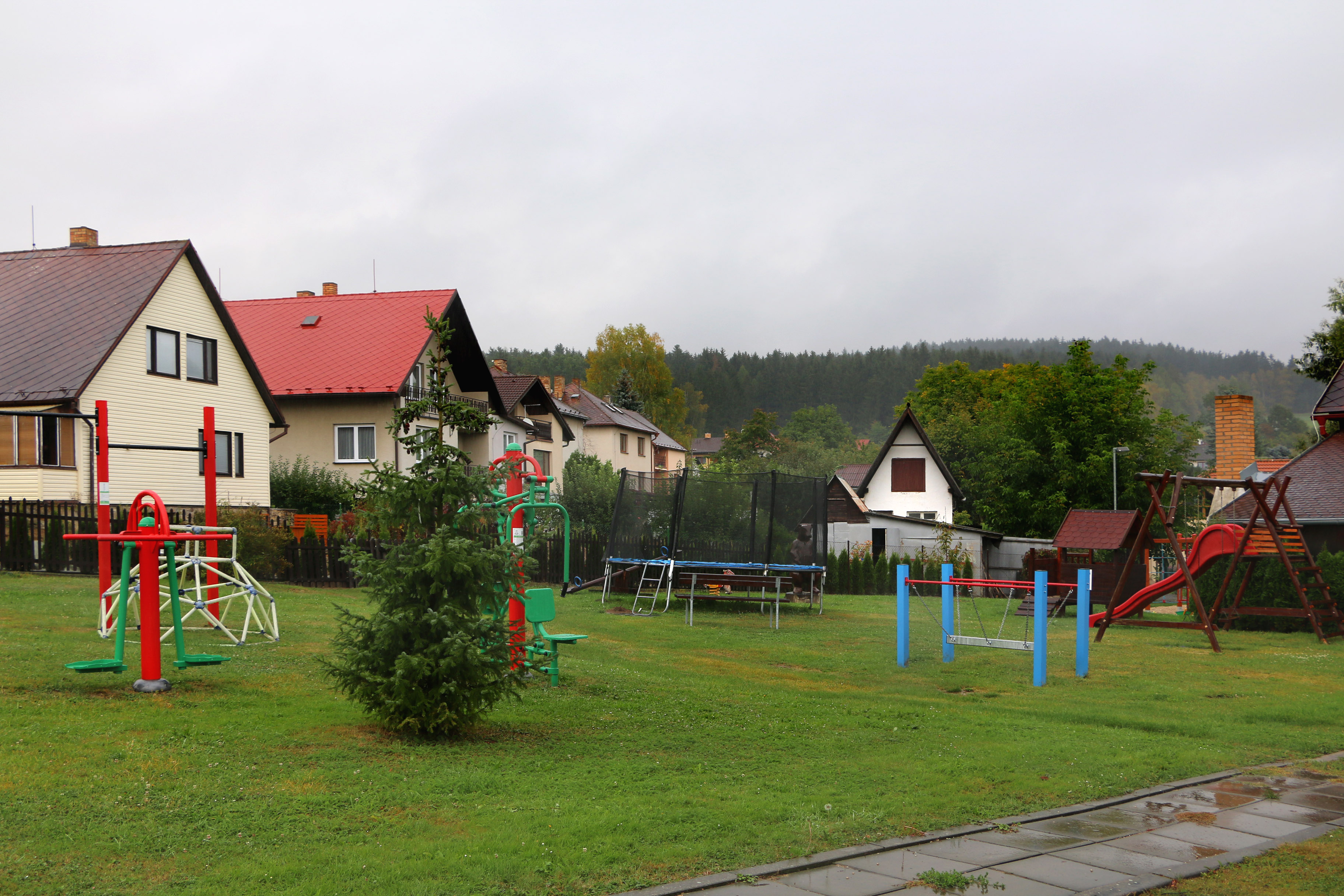
Dětské hřiště